# Rognes
Rognes é uma comuna francesa na região administrativa da Provença-Alpes-Costa Azul, no departamento de Bouches-du-Rhône. Estende-se por uma área de 58,32 km². Em 2010 a comuna tinha 4 833 habitantes (densidade: 82,9 hab./km²).